# 道の駅一覧 た行
道の駅 < 道の駅一覧
| あ行 | か行 | さ行 | た行 | な行 | は行 | ま行 | や-わ行 |

日本の道の駅のうち、た行で始まるものの一覧である。
道の駅の記事を書かれる方へ：
道の駅の記事を書いた場合は、この一覧にも書き込んで下さい。
道の駅の記事のフォーマットについては、プロジェクト:道の駅をご覧になるか、すでに投稿されている記事を参考にして下さい。

## た
- 道の駅大栄（だいえい）：鳥取県
- 道の駅鯛生金山（たいおきんざん）：大分県
- 道の駅第九の里（だいくのさと）：徳島県
- 道の駅醍醐の里（だいごのさと）：岡山県
- 道の駅たいじ：和歌山県
- 道の駅大社ご縁広場（たいしゃごえんひろば）：島根県
- 道の駅大山恵みの里（だいせんめぐみのさと）：鳥取県
- 道の駅だいとう：岩手県
- 道の駅胎内（たいない）：新潟県
- 道の駅大日岳（だいにちたけ）：岐阜県
- 道の駅たいら：富山県
- 道の駅たいらだて：青森県
- 道の駅高岡（たかおか）：宮崎県
- 道の駅高田松原（たかたまつばら）：岩手県
- 道の駅高千穂（たかちほ）：宮崎県
- 道の駅たかねざわ 元気あっぷむら（たかねざわ げんきあっぷむら）：栃木県
- 道の駅たかの：広島県
- 道の駅たかのす：秋田県
- 道の駅たかはた：山形県
- 道の駅高松（たかまつ）：石川県
- 道の駅たがみ：新潟県
- 道の駅鷹ら島（たからじま）：長崎県
- 道の駅たからだの里さいた（たからだのさとさいた）：香川県
- 道の駅たからべ：鹿児島県
- 道の駅たきかわ：北海道
- 道の駅瀧之拝太郎（たきのはいたろう）：和歌山県
- 道の駅滝宮（たきのみや）：香川県
- 道の駅田切の里（たぎりのさと）：長野県
- 道の駅たくみの里（たくみのさと）：群馬県
- 道の駅竹田（たけた）：大分県
- 道の駅たけはら：広島県
- 道の駅たけゆらの里おおたき（たけゆらのさとおおたき）：千葉県
- 道の駅多古（たこ）：千葉県
- 道の駅田沢（たざわ）：山形県
- 道の駅たじま：福島県
- 道の駅但馬のまほろば（たじまのまほろば）：兵庫県
- 道の駅但馬楽座（たじまらくざ）：兵庫県
- 道の駅たたらば壱番地（たたらばいちばんち）：島根県
- 道の駅たちばな：福岡県
- 道の駅立田ふれあいの里（たつたふれあいのさと）：愛知県
- 道の駅伊達の郷りょうぜん（だてのさとりょうぜん）：福島県
- 道の駅だて歴史の杜（だてれきしのもり）：北海道
- 道の駅田辺市龍神ごまさんスカイタワー（たなべしりゅうじんごまさんスカイタワー）：和歌山県
- 道の駅種山ヶ原（たねやまがはら）：岩手県
- 道の駅田野（たの）：宮崎県
- 道の駅たのうら：熊本県
- 道の駅たのうらら：大分県
- 道の駅田野駅屋（たのえきーや）：高知県
- 道の駅たのはた：岩手県
- 道の駅たばやま：山梨県
- 道の駅田原めっくんはうす（たはらめっくんはうす）：愛知県
- 道の駅たまかわ：福島県
- 道の駅たまつくり：茨城県
- 道の駅玉村宿（たまむらじゅく）：群馬県
- 道の駅太良（たら）：佐賀県
- 道の駅たるみず：鹿児島県
- 道の駅たるみずはまびら：鹿児島県
- 道の駅たろう：岩手県
- 道の駅丹後王国「食のみやこ」（たんごおうこく「しょくのみやこ」）：京都府
- 道の駅丹波おばあちゃんの里（たんばおばあちゃんのさと）：兵庫県
- 道の駅丹波マーケス（たんばマーケス）：京都府

## ち
- 道の駅近つ飛鳥の里太子（ちかつあすかのさとたいし）：大阪府
- 道の駅ちくさ：兵庫県
- 道の駅筑前みなみの里（ちくぜんみなみのさと）：福岡県
- 道の駅ちくら・潮風王国（ちくら・しおかぜおうこく）：千葉県
- 道の駅ちちぶ：埼玉県
- 道の駅ちぢみの里おぢや（ちぢみのさとおぢや）：新潟県
- 道の駅ちはやあかさか：大阪府
- 道の駅茶倉駅（ちゃくらえき）：三重県
- 道の駅茶処 和束（ちゃどころ わづか）：京都府（登録抹消）
- 道の駅茶の里 東白川（ちゃのさとひがししらかわ）：岐阜県
- 道の駅忠類（ちゅうるい）：北海道
- 道の駅鳥海（ちょうかい）：山形県
- 道の駅長門峡（ちょうもんきょう）：山口県

## つ
- 道の駅通潤橋（つうじゅんきょう）：熊本県
- 道の駅津軽白神（つがるしらかみ）：青森県
- 道の駅津かわげ（つかわげ）：三重県
- 道の駅月見の里 南濃（つきみのさと なんのう）：岐阜県
- 道の駅月夜野矢瀬親水公園（つきよのやぜしんすいこうえん）：群馬県
- 道の駅つぐ高原グリーンパーク（つぐこうげん グリーンパーク）：愛知県
- 道の駅つくで手作り村（つくでてづくりむら）：愛知県
- 道の駅津島やすらぎの里（つしまやすらぎのさと）：愛媛県
- 道の駅津田の松原（つだのまつばら）：香川県
- 道の駅つちゆ：福島県
- 道の駅つど〜る・プラザ・さわら：北海道
- 道の駅つの：宮崎県
- 道の駅椿はなの湯（つばきはなのゆ）：和歌山県
- 道の駅燕三条地場産センター（つばめさんじょう じばさんセンター）：新潟県
- 道の駅津山（つやま）：宮城県
- 道の駅つる：山梨県
- 道の駅つるた：青森県
- 道の駅つるぬま：北海道
- 道の駅津和野温泉なごみの里（つわのおんせんなごみのさと）：島根県

## て
- 道の駅庭園の郷保内（ていえんのさとほない）：新潟県
- 道の駅てしお：北海道
- 道の駅てっくいランド大成（てっくいらんどたいせい）：北海道
- 道の駅田園の里うりゅう（でんえんのさとうりゅう）：北海道
- 道の駅てんきてんき丹後（てんきてんきたんご）：京都府
- 道の駅天空の郷さんさん（てんくうのさとさんさん）：愛媛県
- 道の駅天童温泉（てんどうおんせん）：山形県
- 道の駅てんのう：秋田県
- 道の駅デンパーク安城（デンパークあんじょう）：愛知県
- 道の駅天竜相津花桃の里（てんりゅうそうずはなもものさと）：静岡県

## と
- 道の駅とうごう：宮崎県
- 道の駅東山道伊王野（とうさんどういおうの）：栃木県
- 道の駅どうし：山梨県
- 道の駅藤樹の里あどがわ（とうじゅのさと あどがわ）：滋賀県
- 道の駅とうじょう：兵庫県
- 道の駅とうま：北海道
- 道の駅とうや湖（とうやこ）：北海道
- 道の駅東陽（とうよう）：熊本県
- 道の駅東洋町（とうようちょう）：高知県
- 道の駅童謡のふる里おおとね（どうようのふるさとおおとね）：埼玉県
- 道の駅とうわ：岩手県
- 道の駅童話の里くす（どうわのさとくす）：大分県
- 道の駅遠野風の丘（とおのかぜのおか）：岩手県
- 道の駅遠山郷（とおやまごう）：長野県
- 道の駅利賀（とが）：富山県
- 道の駅とぎ海街道（とぎうみかいどう）：石川県
- 道の駅土岐美濃焼街道（ときみのやきかいどう）：岐阜県
- 道の駅とくのしま：鹿児島県
- 道の駅土佐さめうら（とささめうら）：高知県
- 道の駅とざわ：山形県
- 道の駅土佐和紙工芸村（とさわしこうげいむら）：高知県
- 道の駅十津川郷（とつかわごう）：奈良県
- 道の駅とっとパーク小島（とっとパークこしま）：大阪府
- 道の駅砺波（となみ）：富山県
- 道の駅どなり：徳島県
- 道の駅どまんなか たぬま：栃木県
- 道の駅とみうら：千葉県
- 道の駅とみざわ：山梨県
- 道の駅富弘美術館（とみひろびじゅつかん）：群馬県
- 道の駅とようら（とようら）：北海道
- 道の駅豊栄（とよさか）：新潟県
- 道の駅豊崎（とよさき）：沖縄県
- 道の駅とよとみ：山梨県
- 道の駅豊根グリーンポート宮嶋（とよねグリーンポートみやじま）：愛知県
- 道の駅とよはし：愛知県
- 道の駅とよはま：香川県
- 道の駅豊平どんぐり村（とよひらどんぐりむら）：広島県
- 道の駅瀞峡街道 熊野川（どろきょうかいどう くまのがわ）：和歌山県
- 道の駅とわだ：青森県
- 道の駅十和田湖（とわだこ）：秋田県
- 道の駅どんぐりの里いなぶ（どんぐりのさといなぶ）：愛知県
- 道の駅頓原（とんばら）：島根県
- 道の駅どんぶり館（どんぶりかん）：愛媛県